# Нгујен Хуј Хоанг
Нгујен Хуј Хоанг (виј. Nguyễn Huy Hoàng; 10. јул 2000) вијетнамски је пливач чија ужа специјалност су трке слободним стилом на дужим дистанцама.

## Спортска каријера
Нгујен је са озбиљнијим пливачким тренинзима започео као средњошколац 2011, а свега две године касније освојио је и прву медаљу у каријери, злато на јуниорском првенству Вијетнама. Први наступ на неком од међународних такмичења је имао 2015, на Омладинском првенству Југоисточне Азије, где је освојио чак пет златних медаља.
Прво сениорско тзакмичење на коме је наступио  су биле Игре Југоисточне Азије у Куала Лумпуру 2017, где је освојио златну медаљу у трци на 1500 метара слободно, испливавши уједно и нови рекорд Игара.
На Азијским играма 2018. у Џакарти освојио је две медаље, сребро у трци на 1500 метара слободно и бронзу на 800 слободно. У октобру исте године такмичио се и на Олимпијским играма младих у Буенос Ајресу, где је освајањем златне медаље у трци на 1500 слободно остварио један од највећих успеха у историји вијетнамског пливања, а његов резултат од 7:50,20 минута је био нови национални сениорски рекорд.
Дебитантски наступ на светским првенствима је имао у корејском Квангџуу 2019 — 15. место на 800 слободно и 14. место у квалификацијама трке на 1500 слободно.